# Ōuchi-juku

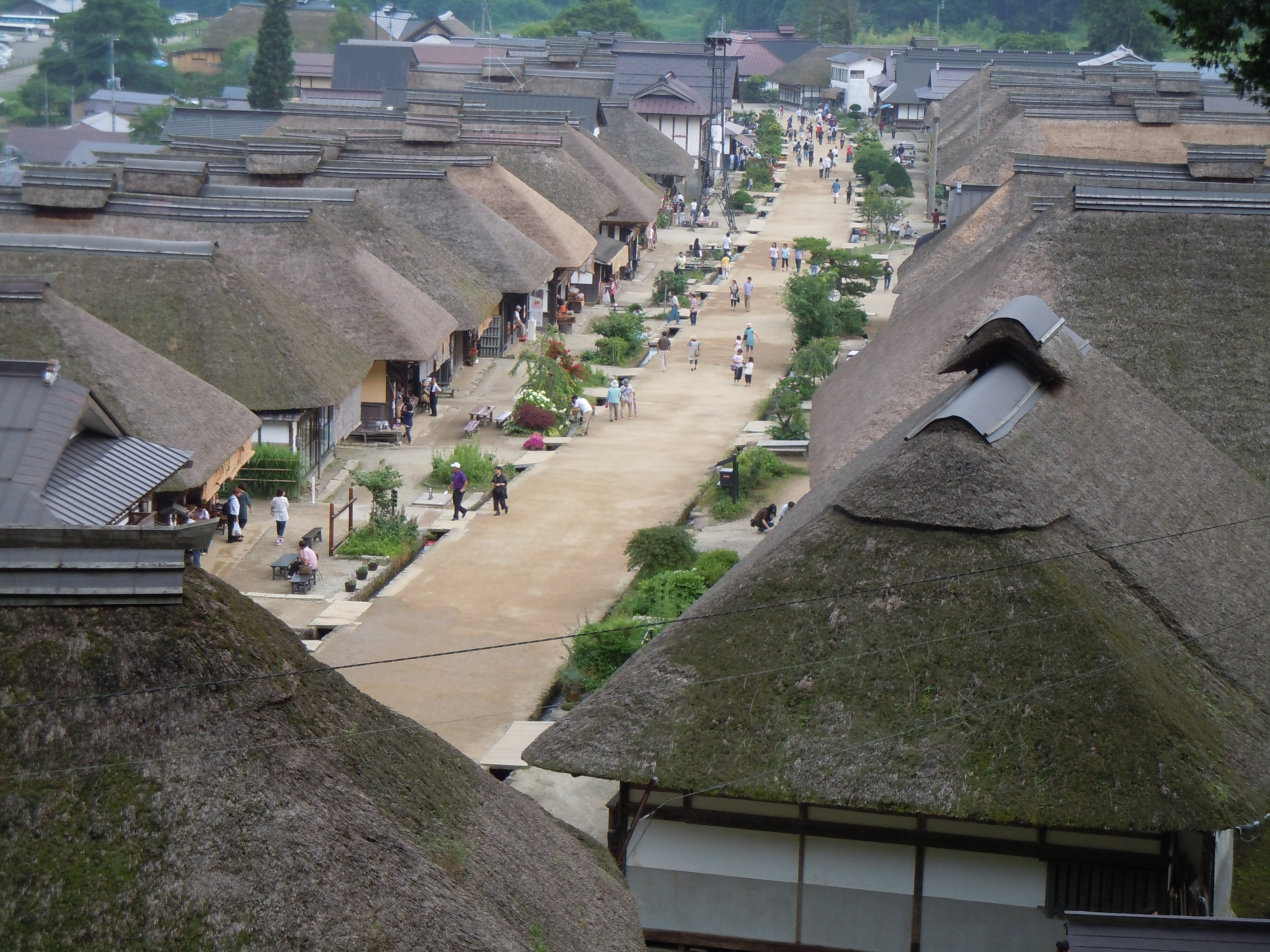
Blick auf den Ort

Ōuchi-juku (japanisch 大内宿) war während der Edo-Zeit eine Poststation an der Shimotsuke-Landstraße (下野街道, Shimotsuke kaidō) in der Präfektur Fukushima. Sie ist besonders gut erhalten.

## Übersicht
Die an der Shimotsuke-Landstraße gelegene Poststation Ōuchi verlor ihre Bedeutung, als 1884 die Verlängerung der Nikkō-Landstraße (日光街道) als eine der drei „Aizu sampō dōro“ (会津三方道路) eröffnet wurde. Die Poststation, plötzlich ohne Bedeutung, blieb in ihrer Anlage so gut erhalten, dass sie 1981 unter der Bezeichnung „Shimogo-machi Ōuchi-juku“ (下郷町大内宿) als „Wichtiges traditionelles Architektur-Ensemble des Landes“ (国選定重要伝統的建造物群保存地区, Kokusentei yūyō dentōteki kenzōbutsugumi hozonchiku) ausgezeichnet wurde.
Das als Straßendorf gestaltete Ōuchi-juku entstand zu Beginn der Edo-Zeit als eine der Poststationen des Shimotsuke-Landstraße. Für den Aufbau schlossen sich Bewohner aus Furuuchimura (古内村) und aus weiteren fünf Dörfern in der Umgebung zusammen. Die Größe der zugeteilten Fläche betrug, abgesehen von dem Sitz und Nebensitz der staatlichen Verwaltung, Honjin (本陣) und Waki-Honjin (脇本陣), 95 Tsubo (circa 314 m²), für das Wohnhaus 45 Tsubo (150 m²). Das Honji hatte 400 Tsubo (1320 m²), das Waki-Honjin und der Sitz des Ortsältesten hatten 190 Tsubo (630 m²). Insgesamt gab es rechts und links von der Straße je 24 Anwesen, zusammen also 48. Das ehemalige Honjin ist heute als Heimatmuseum (大内宿街並み展示館; Ōuchijuku machinami tenjikan) der Öffentlichkeit zugänglich.
Während des Gempei-Kriegs soll der kaiserliche Prinz Mochihitoō (以仁王; 1151–1180) auf der Flucht aus Kyōto in diese Gegend geflohen sein und sich hier niedergelassen haben. Seiner wird am Takakura-Schrein (高倉神社) am Westrand von Ōuchi jährlich am 2. Juli, also am Mittsommertag (半夏生, Hangeshō), gedacht.

## Bilder

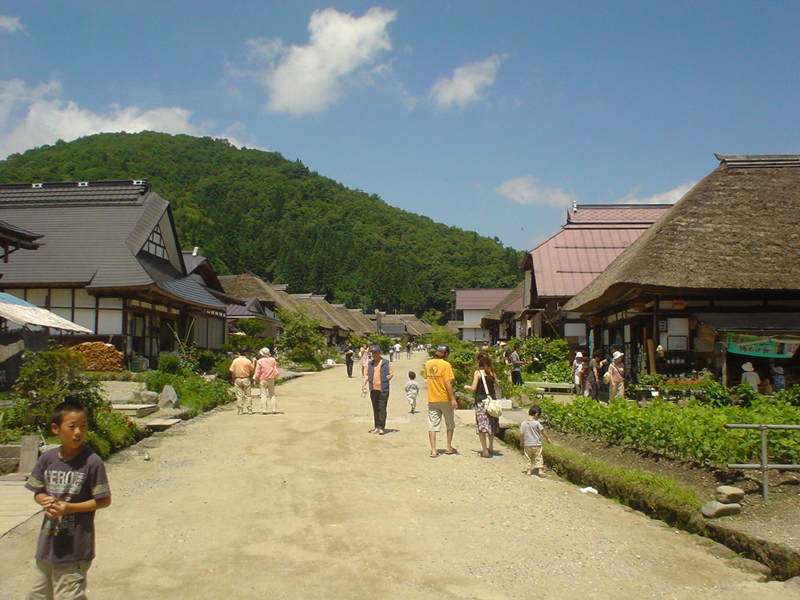
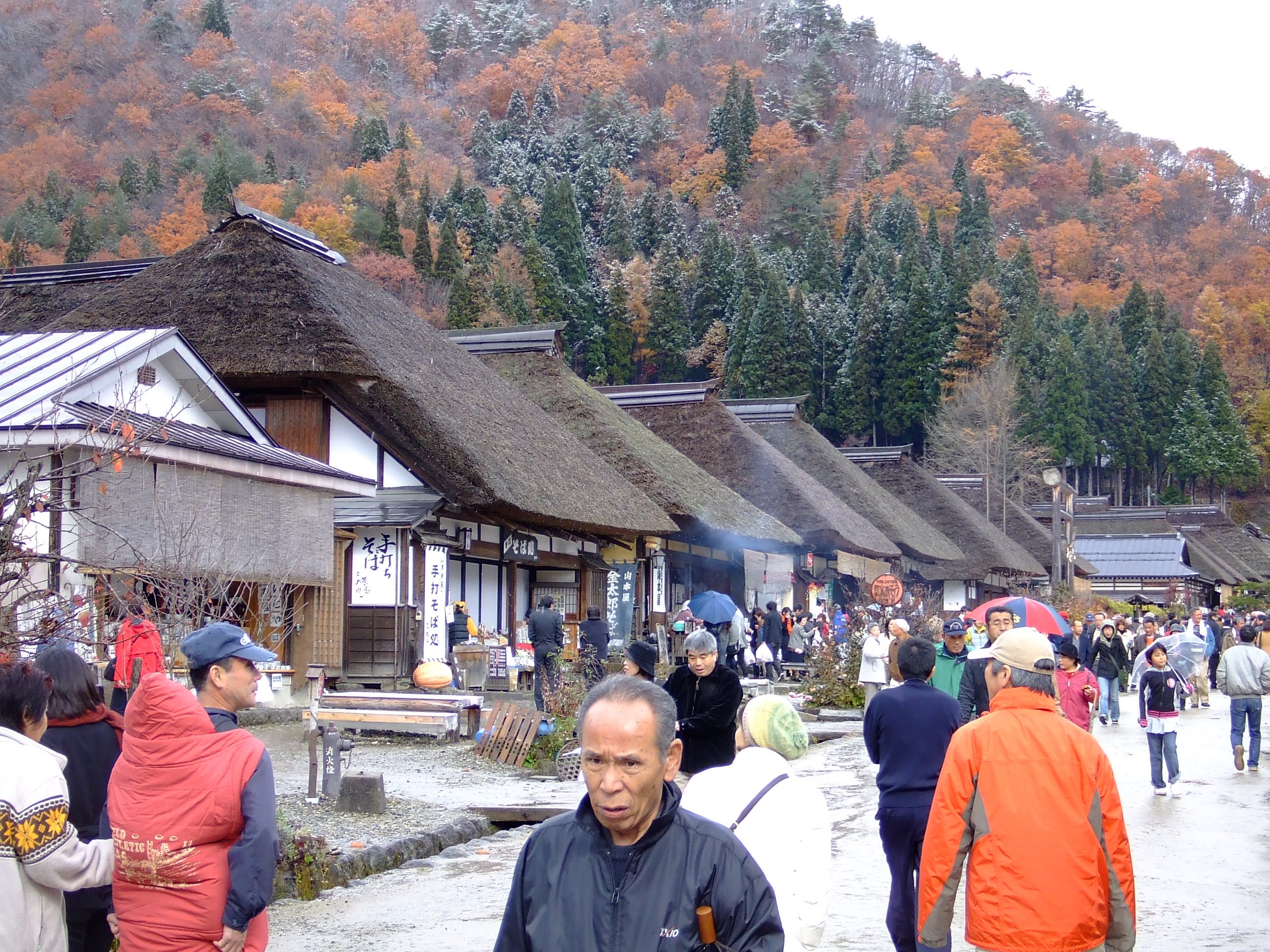
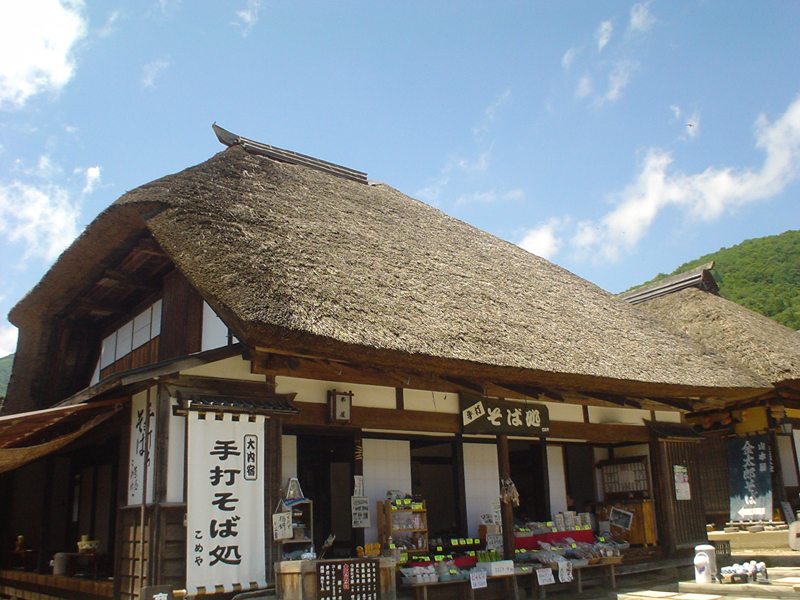
Soba-Shop
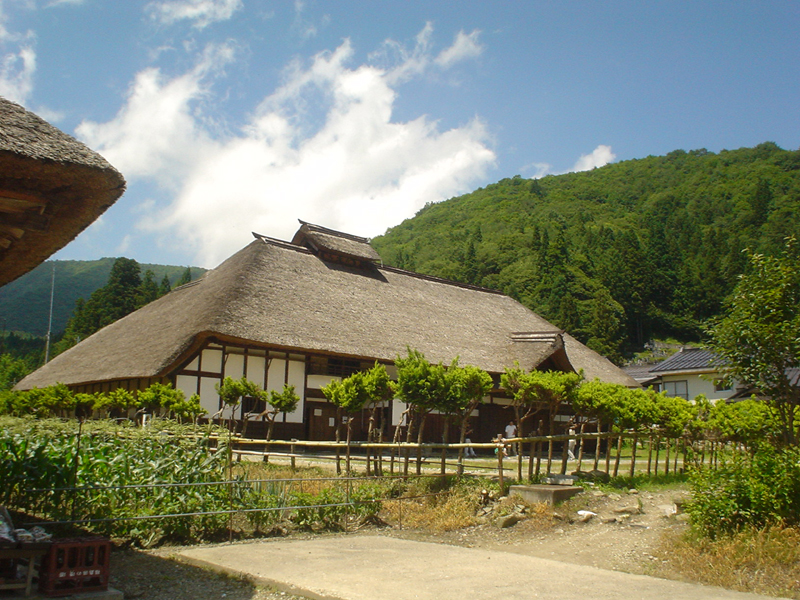
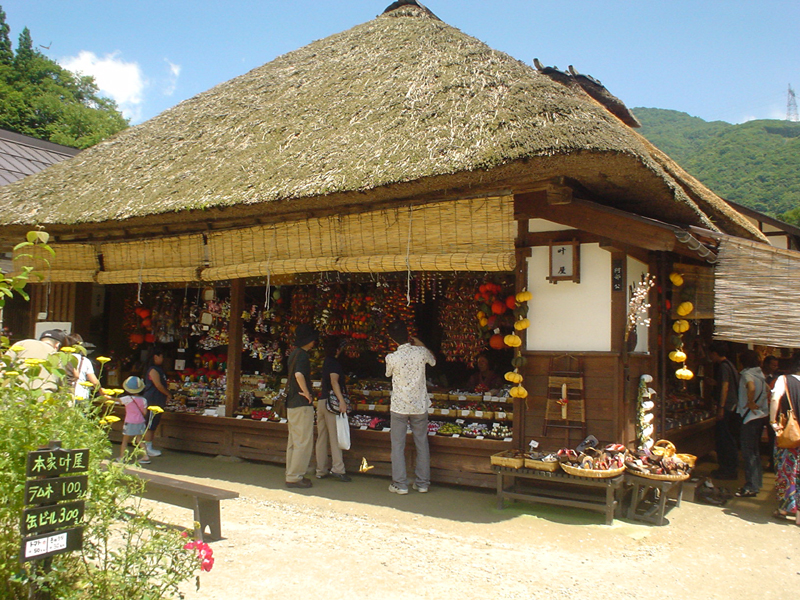
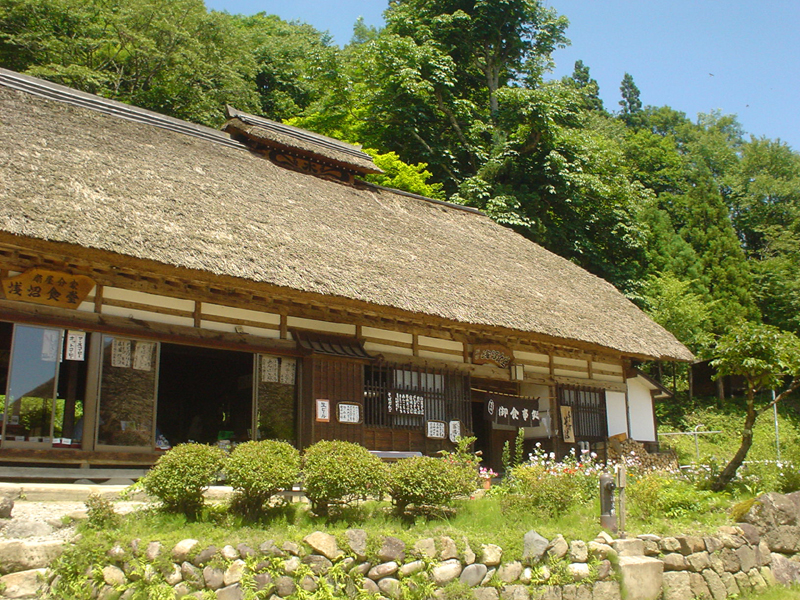
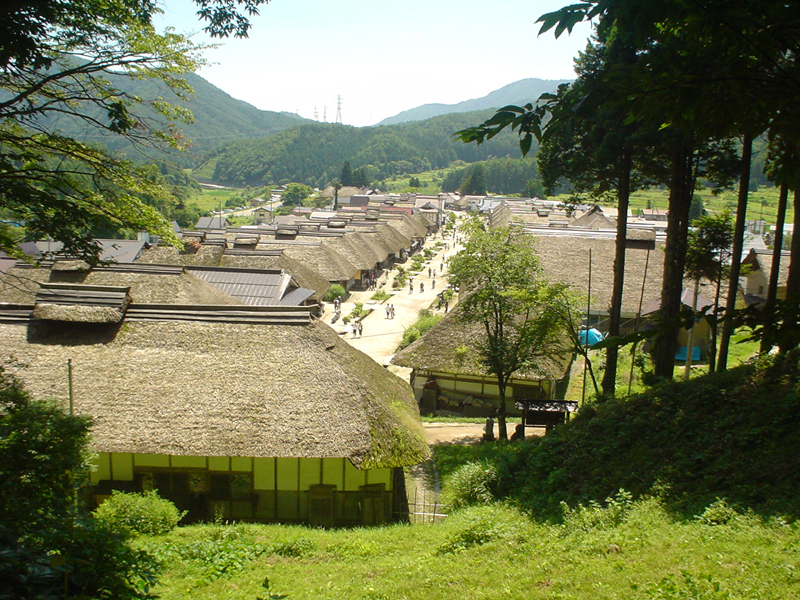
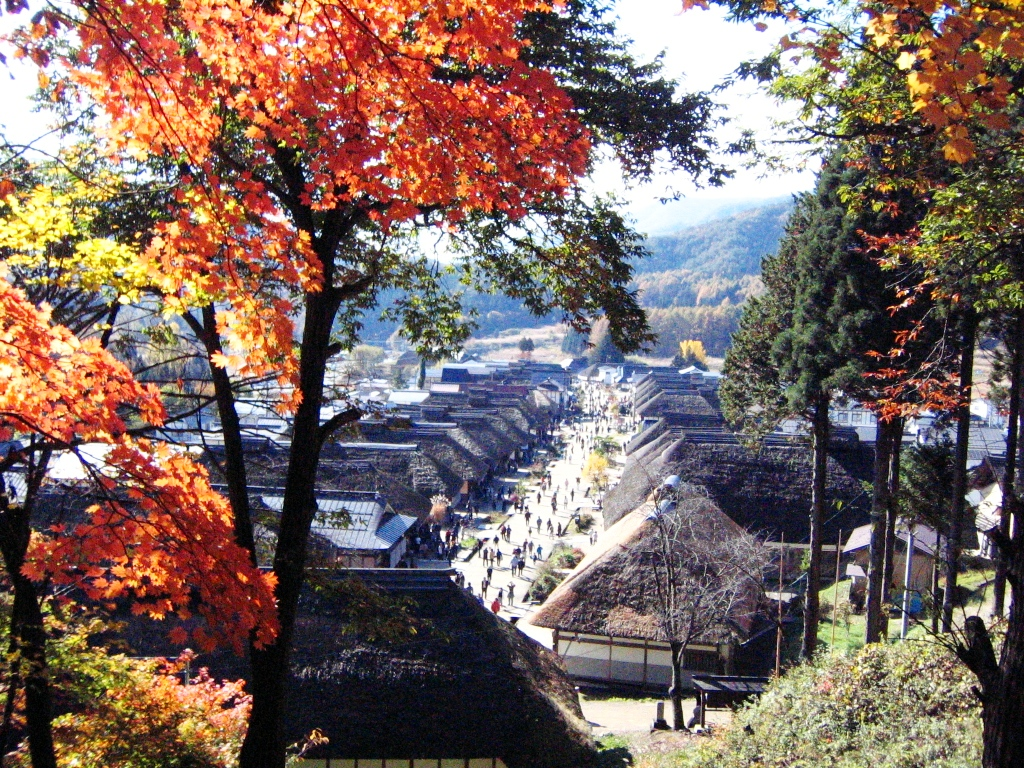